# شکرتیغال
شِکَرتیغال (نام علمی: Echinops) سرده‌ای از گیاهان چندساله‌است. نام‌های دیگر آن در قدیم شکرتیار، خارشکر و تیغ قندک بوده‌است. گیاهان این سرده را خارشکرها و قندرونک‌ها هم نامیده‌اند. این سرده در ایران ۵۴ گونه گیاه علفی چندسالهٔ خاردار دارد که معمولاً انحصاری ایران‌اند.
شکرتیغال گیاهی است که گل‌هایش به‌شکل گلوله‌ای خاردار و آبی‌رنگ در انتهای ساقه قرار دارند. این گیاه در سراسر بر قدیم می‌روید. بر روی برگ‌ها و ساقه این گیاه حشره‌ای از راسته قاب‌بالان با نام محلی خزوک برای نگهداری تخم‌ها و نوزاد خود پیله‌ای می‌تند به اندازه یک فندق که سفیدرنگ است. نوزاد پس از آن‌که به حشره بالغ بدل شد پیله را سوراخ می‌کند و از آن خارج می‌شود. جنس پیله این حشره که از ترشحات گیاه شکرتیغال ساخته شده ترکیبی از مواد سلولزی و نشاسته و مواد ازته و به‌مقدار زیاد قند مخصوصی بنام ترهالوز (در حدود ۲۵ درصد) است. در پزشکی قدیم از این پیله که بنام شکرتیغال یا گل تیغال می‌نامند به‌عنوان ملین و متعادل کنندهٔ دستگاه گوارش استفاده می‌کردند. در بازار منظور از شکرتیغال همین گل تیغال پیله خزوک است و خود گیاه را بنام تیغال می‌نامند.
گیاهان مولد شیرابه‌های قندی (مان) شکرتیغال در اغلب استان‌های ایران به ویژه یزد (مهریز) خراسان، فارس (جهرم)، اصفهان، کرمان، ایلام، کرمانشاه، همدان، لرستان، شاهرود مازندران و تهران و زنجان در بلندای ۱۸۰۰ متری از سطح دریا رویش و پراکندگی داشته و جمع‌آوری محصول نیز کم و بیش در این مناطق صورت می‌گیرد. در بسیاری از مناطق ایران به رغم وجود و وفور گیاه شکرتیغال، آثاری از فعالیت و وجود حشره مشاهده نمی‌شود.

## نگارخانه

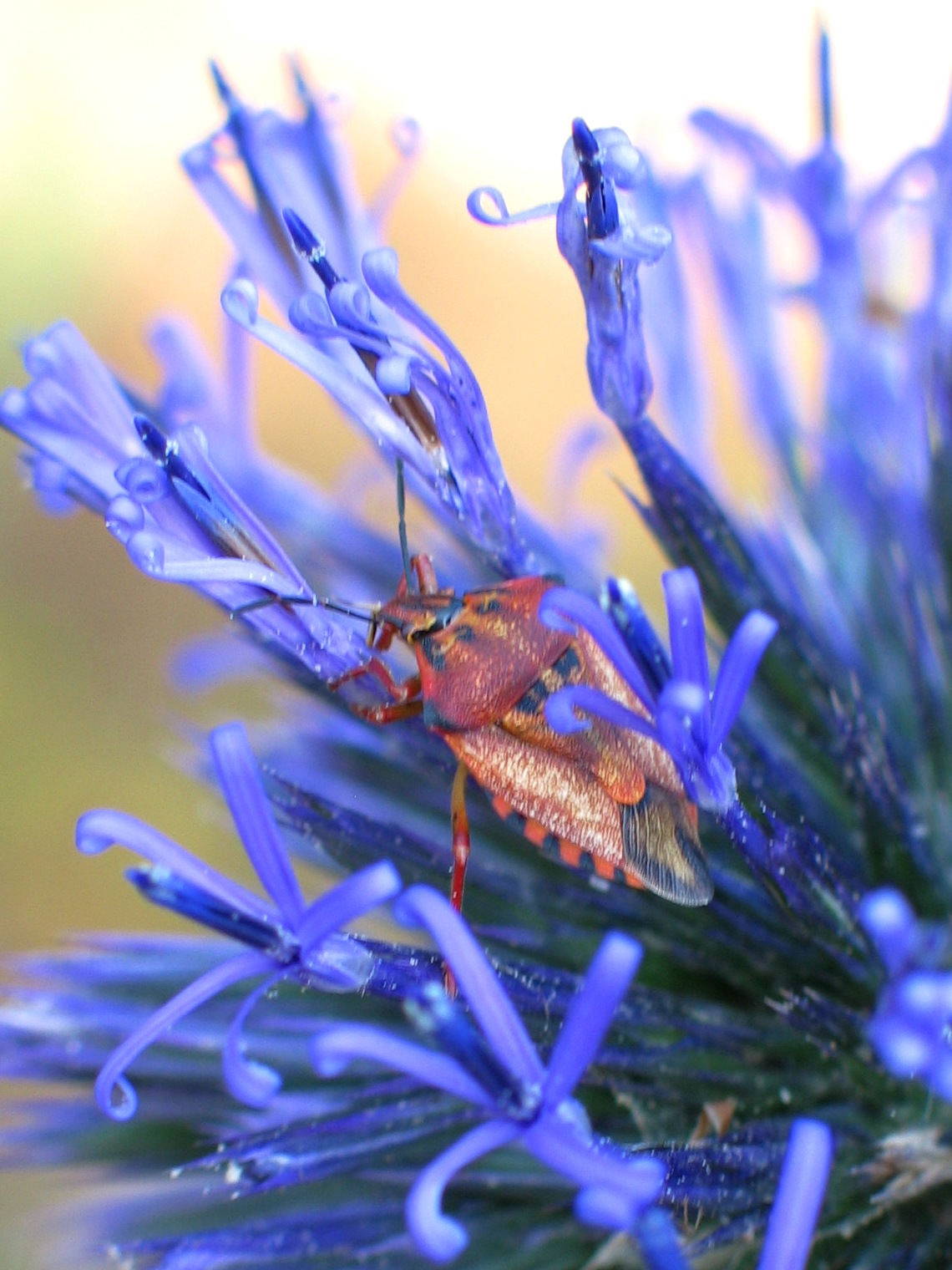
سن سپردار بر روی یک شکرتیغال معمولی (Echinops adenocaulos)
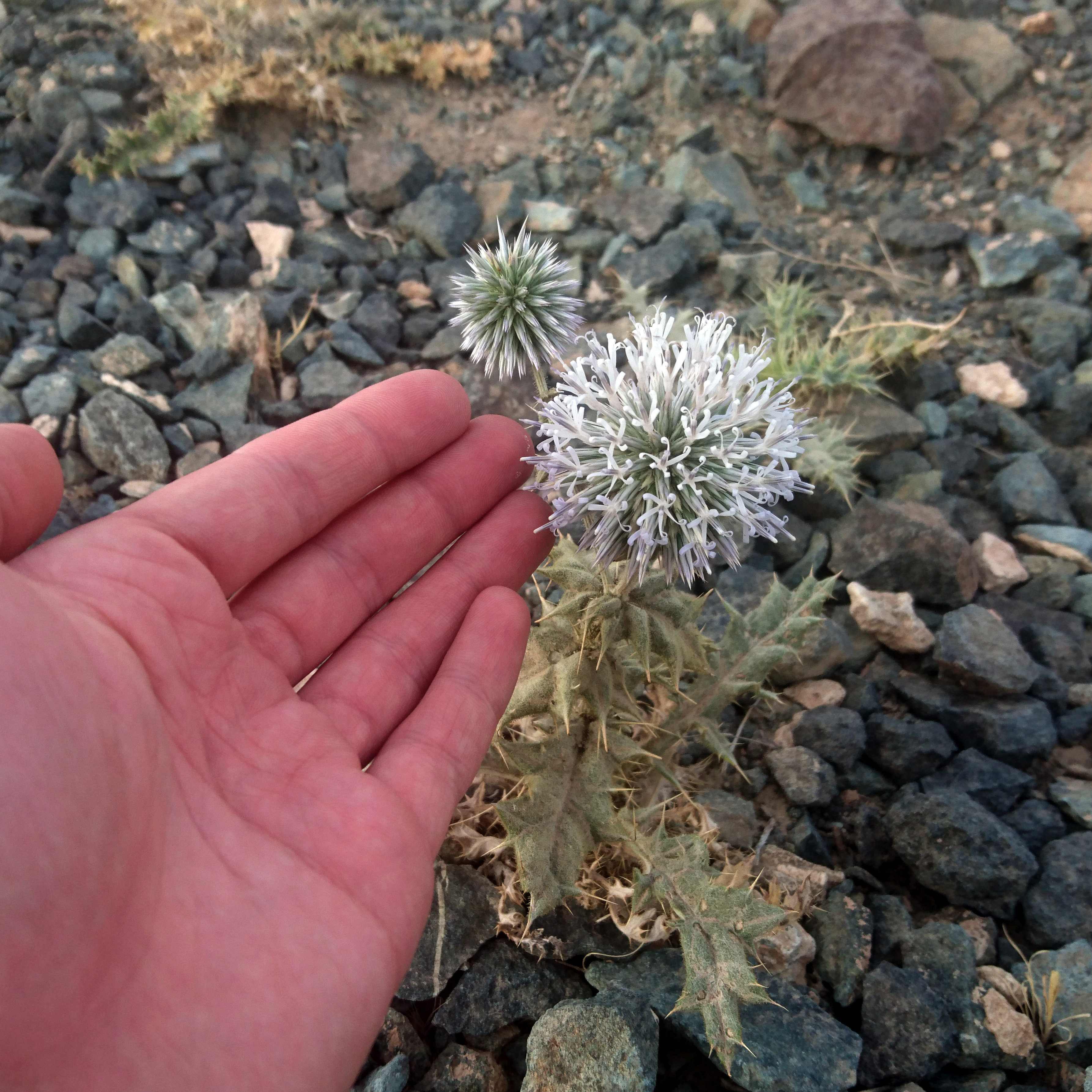
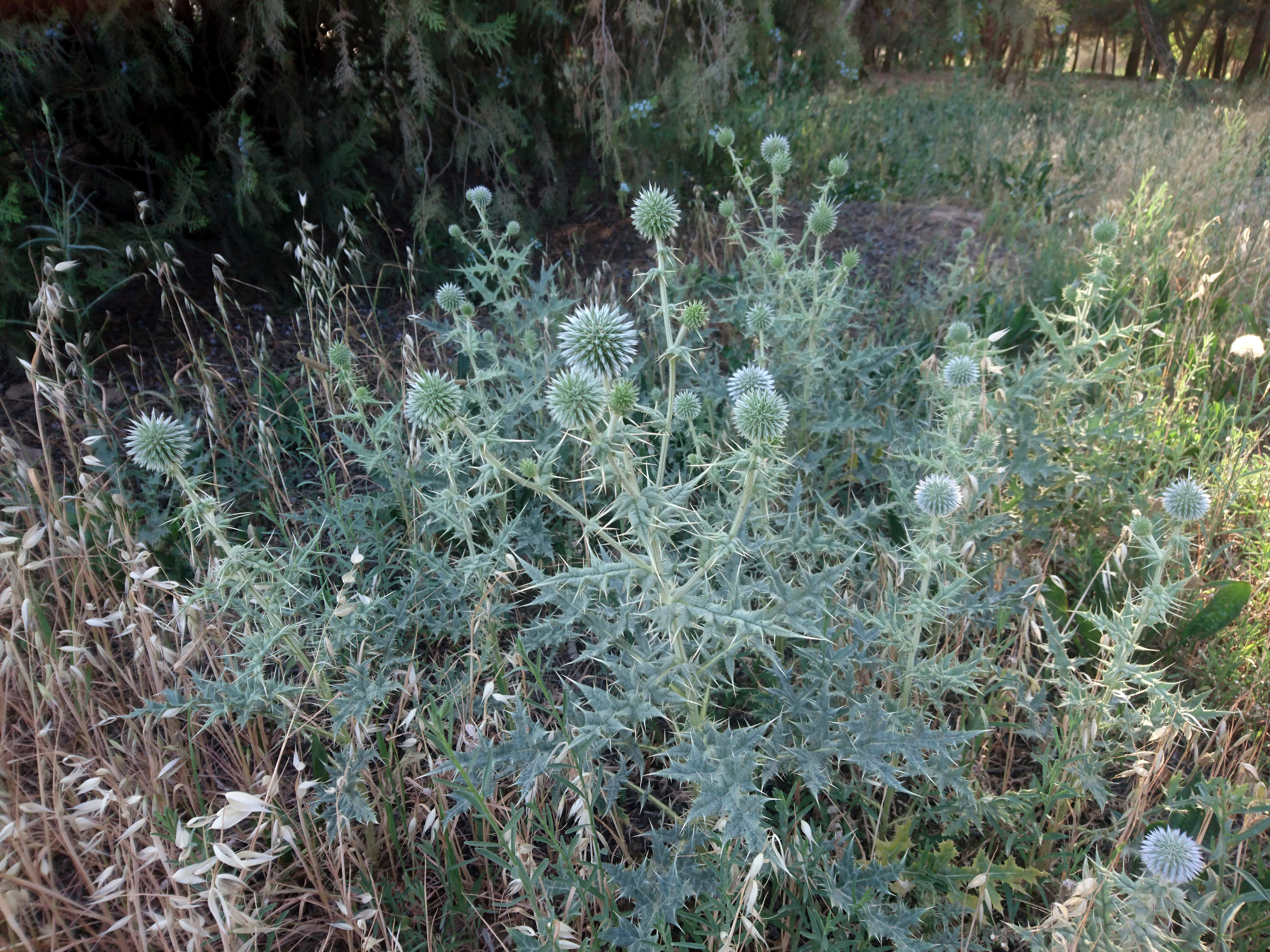

از جمله خواص مهم شکر تیغال، می‌توان به موارد زیر اشاره کرد:
تسکین‌دهنده سرفه‌های سرکش که ناشی از تحریک برونش‌ها می‌باشد.تسکین‌دهنده حدت اخلاط و سوزش مریآرام‌بخش و خلط‌آورصاف‌کننده و تقویت‌کننده صدا و حنجرهبرطرف‌کننده خشکی گلوملین و رافع خشونت سینه
درمان‌های دیگری از قبیل درمان افسردگی، یبوست و چاقی، تب بری، متعادل‌کننده دستگاه گوارش، تسکین سوزش سردل نیز برای این گیاه ذکر شده است. شکرتیغال ( شکرکه ) برای معده و دردهای احشایی موثر است. خاصیت نوتروپیک دارد و اثر مثبتی بر حافظه و قدرت یادگیری دارد. به واسطه اثرات آنتی اکسیدانتی تری هالوز، شکر تیغال می‌تواند به عنوان یک ضد سرطان کاربرد داشته باشد.
ترکیب شکر تیغال، شکر و ترنجبین می‌تواند التهابات گرفتگی صدای کودکانی را که زیاد گریه می‌کنند، بهبود بخشد.دمنوش شکر تیغال و گل بنفشه برای رفع حساسیت فصلی، بسیار موثر است.
نوجه توجه: اما تمام این خواص به معنی مصرف مداوم و خودسرانه آن نیست و دوز مصرفی و نحوه مصرف آن باید بر اساس هدف، سن، مزاج و شرایط افراد، مشخص گردد.
استفاده از شکرتیغال برای بیماران مبتلا به فشار خون و افرادی که از قرص‌های تنظیم فشار استفاده می‌کنند، بایستی با احتیاط همراه باشد.زیاده‌روی در مصرف این گیاه باعث ایجاد حالت تهوع می‌شود. میزان مجاز مصرف این گیاه طبق منابع، ۱۸ گرم است (نه مصرف مداوم).توجه داشته باشید، اگر پیله شکر تیغال را تهیه کردید، حتما آن را بشکنید و حشره سیاه رنگ درون آن را جدا کرده و سپس استفاده کنید.
مصلح شکر تیغال شکر و ترنجبین است.
- شکرتیغال آبی Echinops bannaticus
- شکرتیغال ارمنی Echinops armenus
- شکرتیغال افغانی Echinops afghanicus
- شکرتیغال ایرانشهری Echinops iranshahrii
- شکرتیغال بختیاری Echinops bakhtiaricus
- شکرتیغال جنوبی Echinops ritro
- شکرتیغال روسی Echinops exaltatus
- شکرتیغال سوری Echinops syriacus
- شکرتیغال شرقی Echinops orientalis
- شکرتیغال لاری Echinops laricus
- شکرتیغال هندی Echinops echinatus
- شکرتیغال یمنی Echinops yemenicus

- مظفریان، ولی‌الله، فرهنگ نام‌های گیاهان ایران: لاتینی، انگلیسی، فارسی تهران: فرهنگ معاصر ۱۳۷۵، ص۱۹۵.
- سایت طبایع: Tabaye.ir

1. ↑  Cynareae
2. ↑  لغت‌نامهٔ دهخدا، سرواژهٔ شکرتیغال.
3. ↑  دانشگاه جامع علمی کاربردی، مجتمع آموزشی وزارت جهاد کشاورزی کرج[پیوند مرده]، موضوع: مان‌ها، استاد: دکتر نظریان، تهیه‌کننده: رضا ابراهیمی، بهار ۸۵.